# لیلیت پیپویان
لیلیت پیپویان (ارمنی: Լիլիթ Պիպոյան؛  زادهٔ ۱۶ ژوئن ۱۹۵۵) خوانندهٔ، ترانه‌پرداز اهل ارمنستان است.

## زندگی‌نامه
او در خانواده‌ای هنرمند متولد شد. مدتی در مدرسه تخصصی موسیقی آلکساندر اسپندریان به فراگیری موسیقی پرداخت و پس از پایان این دوره، در دانشگاه به تحصیل در رشتهٔ اصول نظری و تاریخ معماری ارمنستان مشغول شد و با کسب مدرک دکترا از آنجا فارغ‌التحصیل شد.
او تا به امروز ۴ آلبوم به صورت انفرادی و گروهی منتشر کرده‌است. تاثیرات فرهنگ خاورمیانه‌ای و شعر و موسیقی ارمنی، در آثار لیلیت آشکارا نمود دارد. او تابحال در کشورهای ارمنستان، سوئیس، ایالات متحده آمریکا و سوریه اجراهایی داشته‌است. لیلیت به همراه همسر و دو فرزندش در ایروان زندگی می‌کند.